# Olav Lian
 Der er for få eller ingen kildehenvisninger i denne artikel, hvilket er et problem. Du kan hjælpe ved at angive troværdige kilder til de påstande, som fremføres i artiklen.

Olav Lian (29. juli 1906 - 23. maj 2000) var en kendt norsk skiløber i Mellemkrigstiden. Han er oprindeligt fra Lian gård syd i Nord-Trøndelag, lige ved Frol og Verdalen i Levanger kommune. Som voksen boede Olav Lian i Trondheim, og arbejdede på en skifabrik. Under anden verdenskrig var han med i modstandsbevægelsen i Trondheim.